# Madeleine Hylland
Madeleine Hylland, née le 7 juin 2001 à Bærum, est une joueuse professionnelle de squash représentant la Norvège. Elle atteint en juin 2025 la 76e place mondiale sur le circuit international, son meilleur classement.
Elle est championne de Norvège de 2021 à 2025 mettant fin à la série de 16 titres de Lotte Eriksen .

## Biographie
Après une carrière junior prometteuse, elle étudie au Trinity College aux États-Unis où elle participe au championnat universitaire.

## Palmarès

### Titres
- Championnats de Norvège: 4 titres (2021-2025)

### Finales
- Championnats de Norvège: 3 finales (2017-2019)